# Re: (9nine單曲)
《Re:》是日本女子組合9nine的第15張單曲，於2013年11月20日由SME Records發售。

## 概要
本單曲被富士電視台採用為由堺雅人主演的連續劇《Legal high》主題曲，並在Oricon公信榜週榜獲得第六名，是組團以來最高的排名。

## 收錄曲
1. Re: [4:58]
作詞・作曲：OZO、編曲：tasuku tohyama（日语：tasuku）・101
本曲的歌詞是在訪問過各個成員後一同寫出來的[3]。
2. (Luv=)0 or H8? [3:19]
作詞・作曲：OZO、編曲：tasuku tohyama
讀音為「Love or hate」。
3. 不斷持續（つづくつづく） [4:21]
作詞・作曲：101、編曲：101・中村太一（日语：中村タイチ）
4. Re:（Instrumental）
5. (Luv=)0 or H8?（Instrumental）
6. 不斷持續（Instrumental）

## 初回特典
- 初回生產限定盤A
  - DVD
    1. 「Re:」 Music Video
    2. 「Re:」 Dance Shot ver.
- 初回生產限定盤B
  - 「CUE唱片出發! 9nine全國 百聞<一見TOUR 2013 at Zepp Tokyo/2013.5.6」Live DVD
    1. Evolution No.9
    2. Love me?
- 初回生產限定盤C
  - 「CUE唱片出發! 9nine全國 百聞<一見TOUR 2013 at Zepp Tokyo/2013.5.6」Live DVD
    1. 困惑Confuse
    2. 少女旅行者
- 初回生產限定盤D
  1. 16頁相片集

## 商業合作
| 曲名 | 商業搭配                                   |
| ---- | ------------------------------------------ |
| Re:  | 富士電視台火九系列《Legal High》後期主題曲 |

## 外部連結
- YouTube上的9nine 『Re:』（僅限日本國內瀏覽）
- YouTube上的9nine 『Re:(Dance Shot ver.)』（僅限日本國內瀏覽）
- SME Records介紹網站
  - 初回生產限定盤A（页面存档备份，存于）
  - 初回生產限定盤B（页面存档备份，存于）
  - 初回生產限定盤C（页面存档备份，存于）
  - 初回生產限定盤D（页面存档备份，存于）
  - 通常盤（页面存档备份，存于）